# Đoạn chính 2 (Xe điện ngầm München)

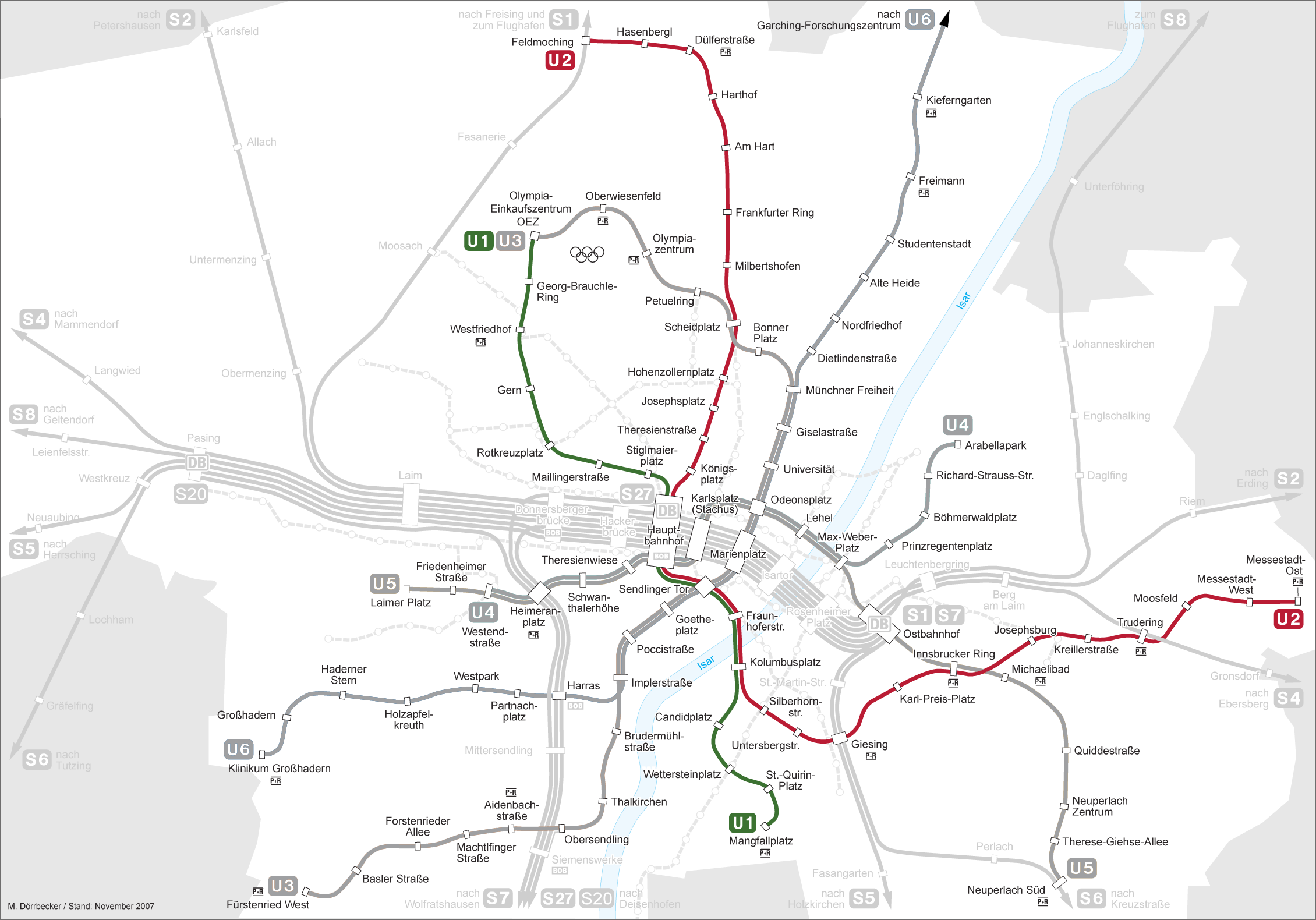
Tiến trình của Đoạn chính 2

Đoạn chính 2 của Tàu điện ngầm München là một trong ba đoạn chính trong mạng lưới tàu điện ngầm của thủ phủ München, bang Bayern. Nó chạy từ Bắc xuống Nam hoặc sang hướng Đông và hiện đang được sử dụng bởi các tuyến tàu điện ngầm U1 và U2. Ngoài ra, kể từ ngày 12 tháng 12 năm 2011 trong giờ cao điểm cả tuyến tăng cường U7 và kể từ ngày 15 tháng 12 năm 2013 thứ bảy tuyến tăng cường U8. Các tuyến U1 và U2 chạy trong khu vực trung tâm thành phố cùng một tuyến đường, trước và sau đó chúng phân nhánh. Đoạn chính 2 có tổng chiều dài 33,8 Kilômét và 38 Ga tàu điện ngầm. Nó chỉ chạy trong khu vực thành phố München và hoàn toàn trong đường hầm.
Việc xây dựng Đoạn chính 2 bắt đầu vào năm 1971. Vào tháng 10 năm 1980, một phần đầu tiên giữa Scheidplatz và Innsbruck Ring đã được khai mạc. Trong những năm tiếp theo, tám phần mở rộng tuyến đường đã được thực hiện. Tình trạng phát triển cho đến hiện nay đạt được vào năm 2004. Các biện pháp mở rộng ra nữa có thể xảy ra, nhưng hiện tại không có kế hoạch.

## Lịch sử
U1 khai trương vào ngày 18 tháng 10 năm 1980 và phục vụ như là một tuyến tăng cường cho U2. Lúc đó nó chạy giữa Hauptbahnhof và Innsbrucker Ring. Vào ngày 8 tháng 5 năm 1983, tuyến được mở rộng đến Rotkreuzplatz. Cho đến năm 1988, mỗi chuyến tàu thứ hai trong giờ cao điểm chạy đến Neuperlach Süd. Vào ngày 9 tháng 11 năm 1997, nhánh tới Mangfallplatz được khai mạc, có bốn nhà ga mới và chạy tới phường Untergiesing. Một năm sau, một phần mới đã được khai mạc với hai trạm đến Westfriedhof. Năm 2003, U1 một lần nữa được mở rộng một trạm đến Georg-Brauchle-Ring và một năm sau đó, trạm Olympia-Einkaufszentrum được hoàn thành. Giữa năm 1999 và 2006 tuyến tăng cường U7 chạy tới Rotkreuzplatz. Ngoài ra, năm 1980 đã được lên kế hoạch, mở rộng U1 về phía nam tới Cầu Großhesselohe và kết nối với xe điện địa phương. 

Dülferstraße

U2 có thể là tuyến thay đổi đầu thường xuyên nhất. Ngoài ra, nó đã thay đổi tên của mình vì ban đầu nó được gọi là tuyến U8.
Cho đến khi mở tuyến đường đến Dülferstraße vào năm 1993, U2 hoạt động từ Scheidplatz như U3 đến Olympiazentrum. Vào ngày 26 tháng 10 năm 1996, tuyến đường này sau cùng đã được mở rộng thông qua Hasenbergl đến trạm cuối cùng Feldmoching.
Ngay phía trên sân ga Königsplatz, một bảo tàng nghệ thuật (Kunstbau) đã được tạo ra vào năm 1994 trong một chỗ trống lớn không được sử dụng, ở tầng giữa nhà ga. Khu vực triển lãm nằm rất gần Lenbachhaus và được sử dụng cho các triển lãm luân chuyển lớn về nghệ thuật mới hoặc hiện đại.
Cho đến khi khai mạc nhánh từ Innsbrucker Ring qua Trudering đến Messestadt vào năm 1999, U2 đã hoạt động từ Innsbrucker Ring cũng như U5 đến Neuperlach Süd, nơi có kết nối với S-Bahn. Trong quá trình xây dựng đường rày vào năm 1994, một tai nạn tại nhà ga Trudering, trong đó trần của đường hầm mới mở bị sập do nước xâm nhập vào và một chiếc xe buýt rơi vào hố đó. Hai hành khách của xe buýt và một công nhân xây dựng đã chết. Tai nạn này trì hoãn việc hoàn thành phần này, được dự định sẽ khai mạc tại lễ khai mạc hội chợ mới. Do đó, thời gian đến khi khai mạc tàu điện ngầm phải được thay thế bằng lưu lượng xe buýt lớn từ các trạm S-Bahn Riem và Trudering. Một hòn đá tưởng niệm tại trạm xe buýt Trudering tưởng nhớ đến tại nạn lúc đó.

## Các tuyến đường

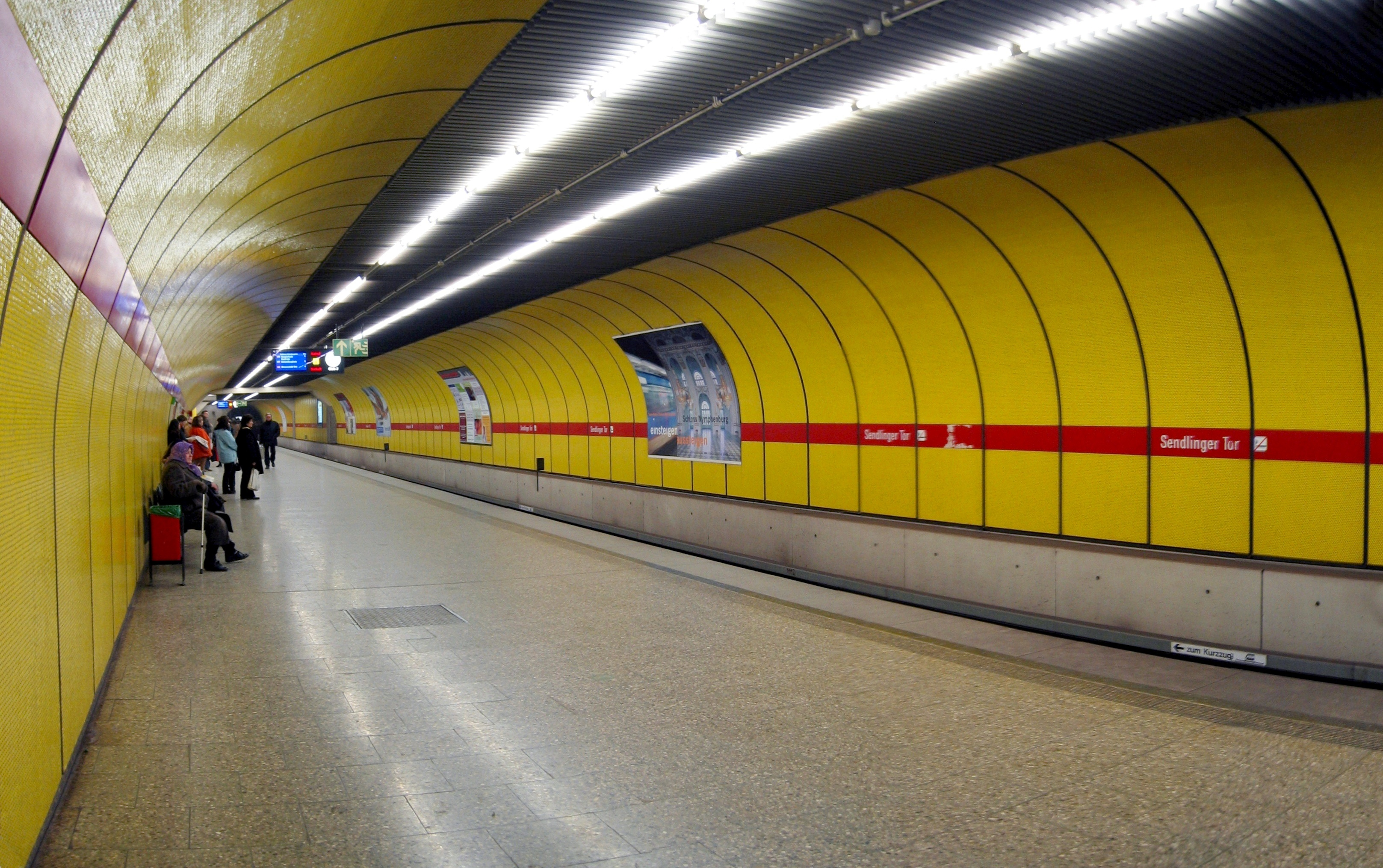
Sendlinger Tor

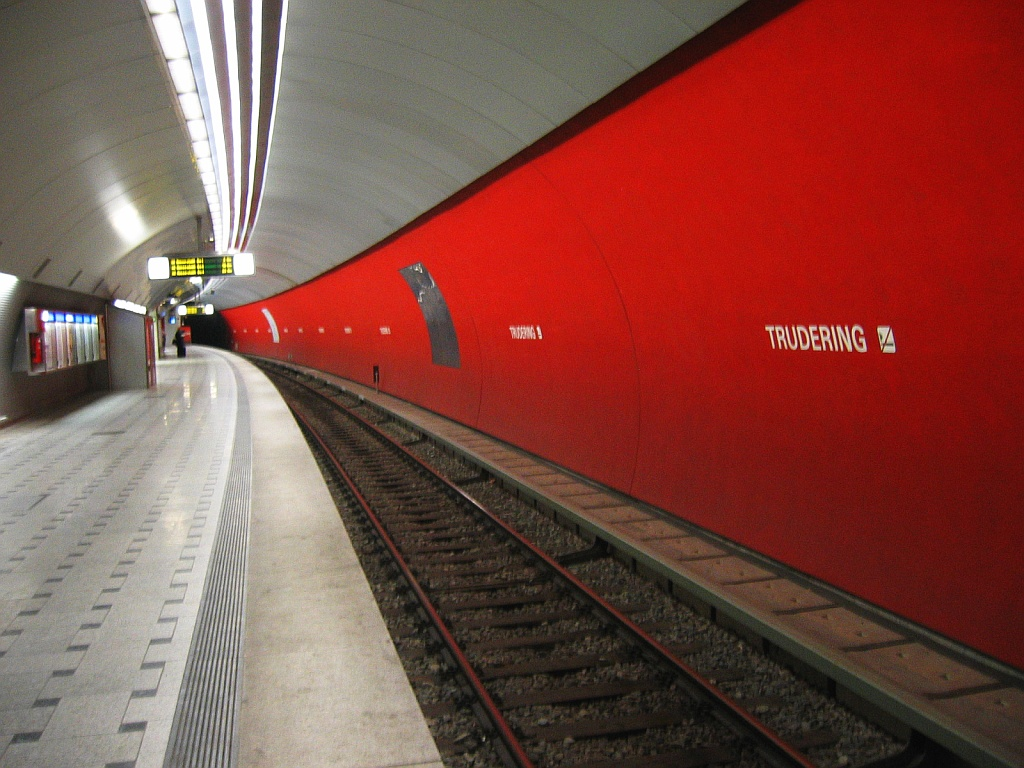
Trudering

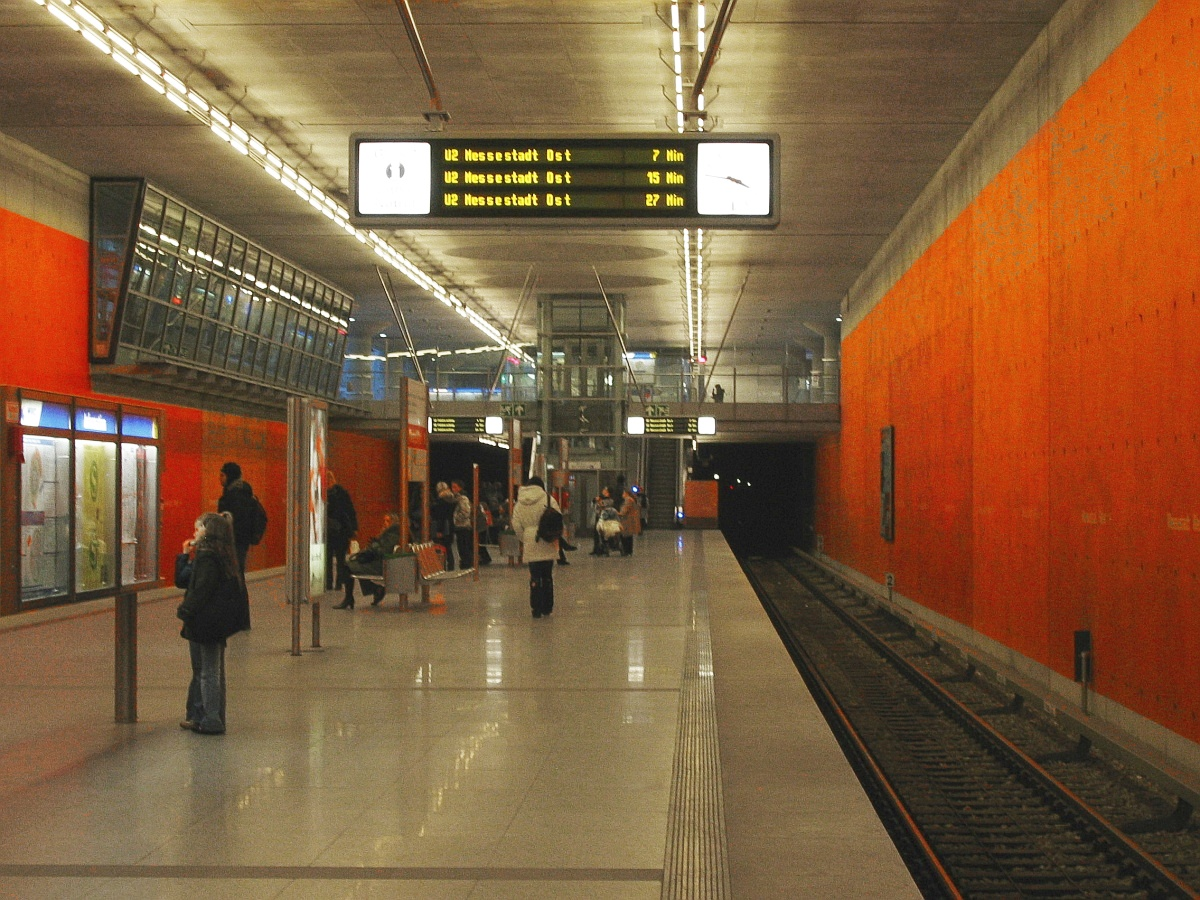
Messestadt West

### Phía Bắc (U2)
Ngày nay, U2 bắt đầu ở phía bắc dưới ga S-Bahn Feldmoching, một trạm đổi xe quan trọng trong mạng lưu thông MVV, nơi kết nối với S1 đến Freising / sân bay và với các chuyến tàu khu vực riêng lẻ hướng Landshut. Ga tàu điện ngầm ở đó được trang trí với các họa tiết từ "cảnh thơ mộng điền viên" và cuộc sống đô thị Feldmoching, nhiều vật liệu sáng bóng đã được sử dụng trong nhà ga thú vị và đa dạng này. Trong ga tàu điện ngầm Hasenbergl, một nhà ga mái cao, không có trụ cột được xây dựng với một gương phản chiếu ánh sáng.
Tuyến U2 tiếp tục đi qua nhà ga Dülferstraße đầy màu sắc, được thiết kế bởi Ricarda Dietz, chạy qua phần phía đông của Hasenbergl và khu vực phát triển mới tại Panzerwiese và là bến cuối của U2 từ năm 1993 đến 1996.
Trạm Harthof kế tiếp có ở đầu phía bắc một lối mở rộng dẫn tới công viên. Nhà ga sau đó Am Hart phục vụ chủ yếu cho sự phát triển của các khu vực thương mại và công nghiệp. Bên cạnh nhà ga là Trung tâm nghiên cứu và sáng kiến (FIZ) của BMW. Khu công nghiệp Euro được kết nối bởi một dịch vụ đưa đón xe buýt được tài trợ bởi các công ty địa phương. Ngoài ra còn có một kết nối bằng xe buýt khu vực đến Garching-Hochbrück (U).
Sau nhà ga Milbertshofen, U2 gặp tại nhà ga bốn đường rày Scheidplatz tuyến U3, nơi cùng sân ga có thể đổi xe trực tiếp, xe kết nối thường được đợi. Chạy qua Schwabing và Maxvorstadt, nói tiếp tục hướng về trung tâm thành phố thông qua các nhà ga Hohenzollernplatz, Josephsplatz, Theresienstraße và Königsplatz. Trong trạm Königsplatz, được Josef Wiedemann và Johannes Segieth thiết kế, có các bản sao của các tác phẩm nghệ thuật từ Glyptothek và Staatliche Antikensammlungen kế bên trên sân ga tàu điện ngầm.
Tại nhà ga Hauptbahnhof, U2 chạy chung đoạn đường với U1 qua trung tâm thành phố đến Columbusplatz.

### Phía Bắc (U1)

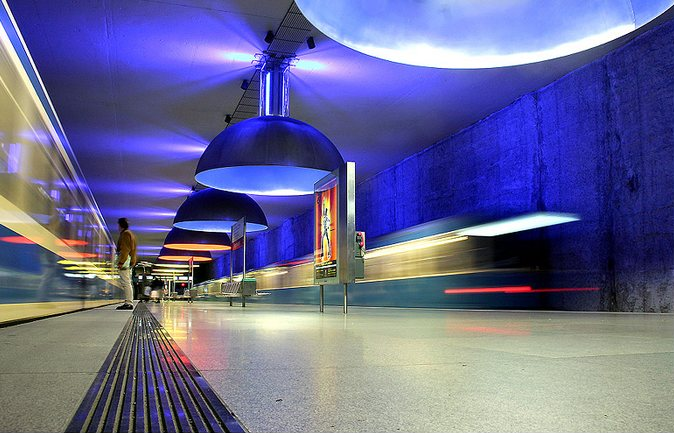
Westfriedhof

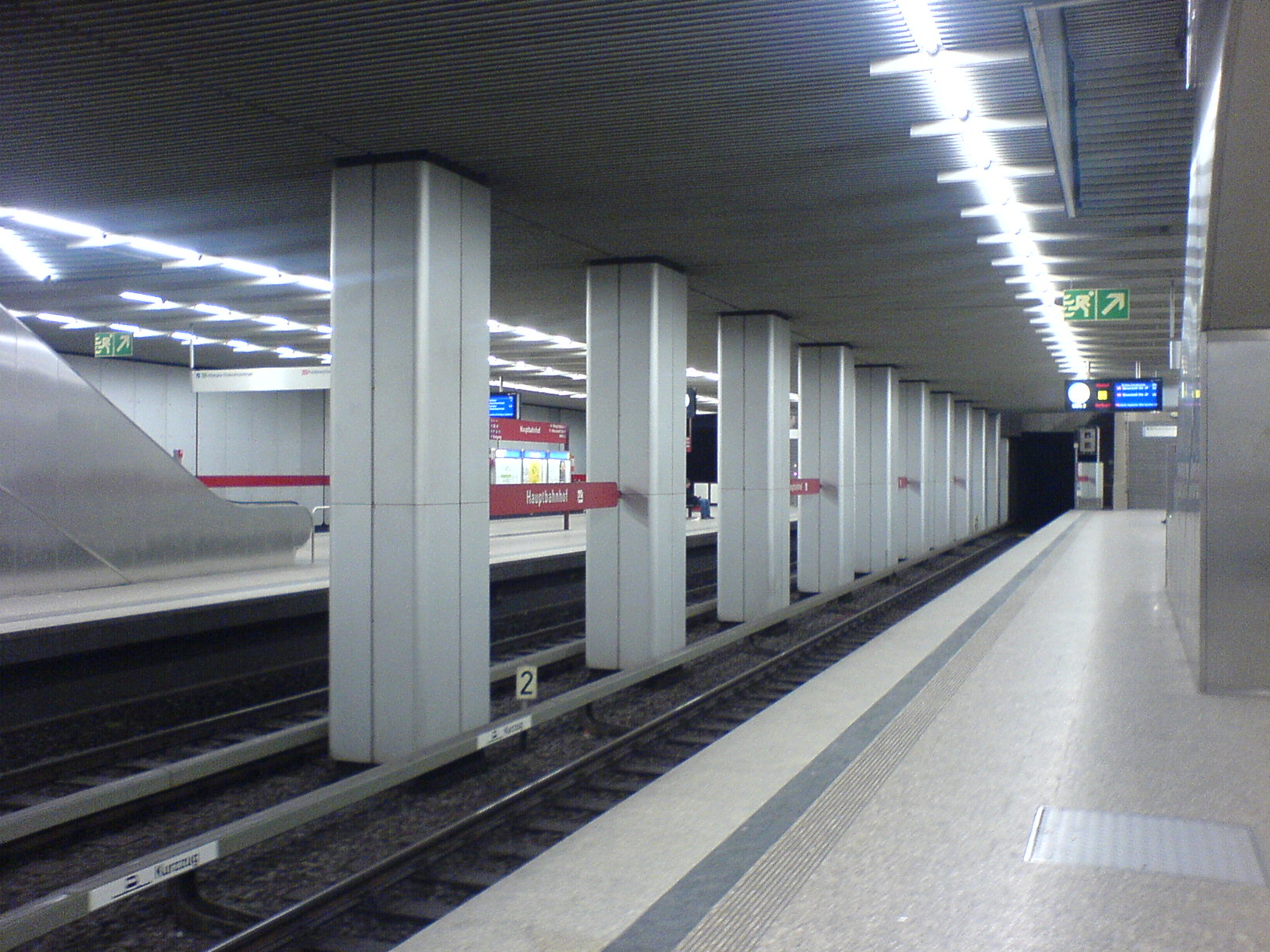
Sân ga U1 và U2 tại Hauptbahnhof.

Candidplatz

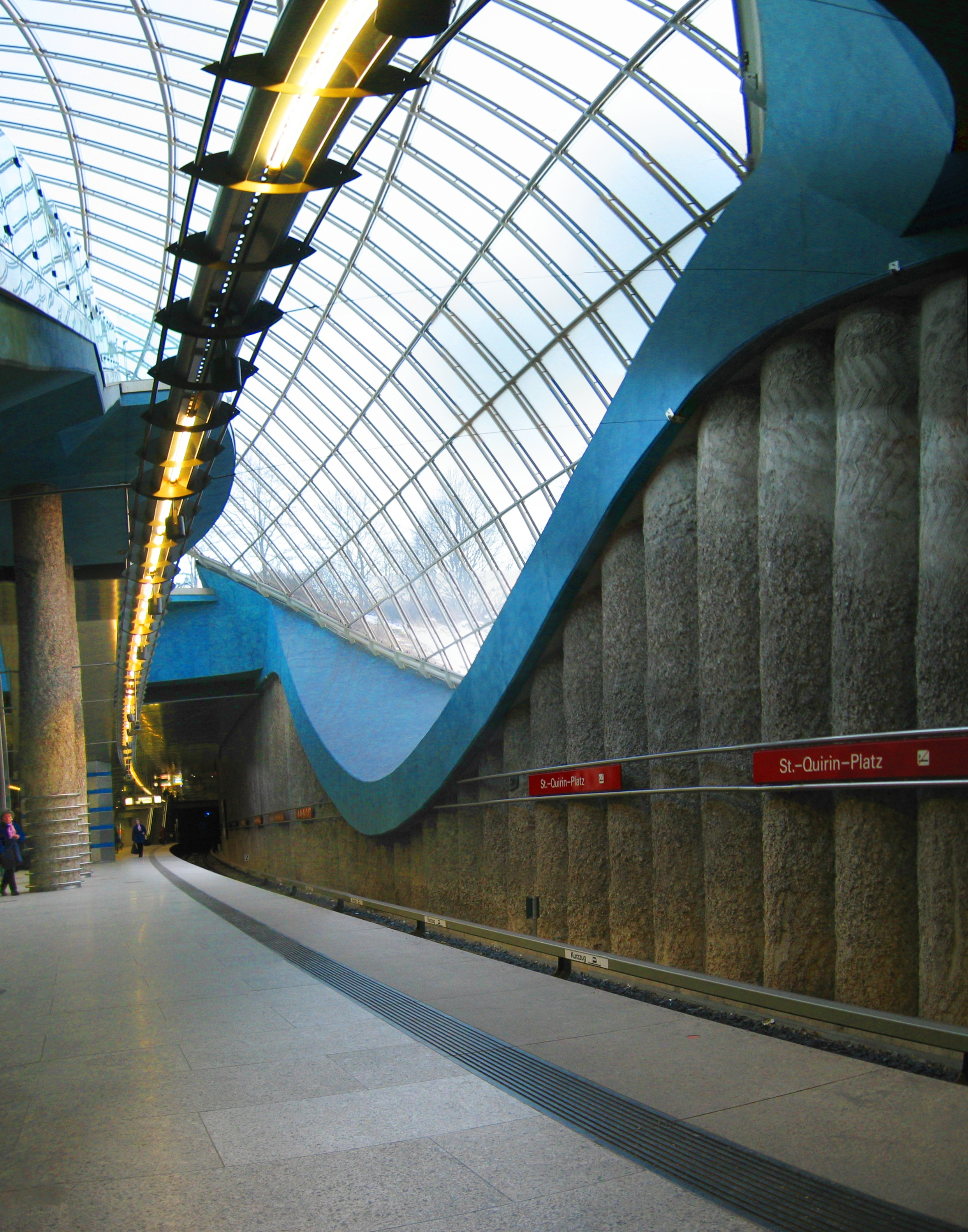
Mắt thủy tinh tại Quảng trường St. Quirin

U1 bắt đầu tại trung tâm mua sắm Olympia-Einkaufszentrum, nơi có kết nối với tuyến U3. Nó là trạm duy nhất trên tuyến U1 có sân ga giữ tường và đường rày. Trạm Georg-Brauchle-Ring tiếp theo được đặt tên theo con đường trên Mittleren Ring và hiển thị hình ảnh từ khắp nơi trên thế giới. Nó có tựa "Hành trình vĩ đại". Trên đường đến Westfriedhof, tuyến này chạy theo theo đường Hanauer Straße. Ga tàu điện ngầm Westfriedhof rất nổi tiếng với các công ty quảng cáo vì những chiếc đèn lớn đầy màu sắc và hiệu ứng hang động. Tất cả các trạm chạy ngang phía nam của phường Moosach. Ga tàu điện ngầm Gern có các trích đoạn về lịch sử của thành phố. Nhà ga kế tiếp là Rotkreuzplatz cho đến năm 1998, là trạm cuối ở phía bắc và được thiết kế như nhà ga Maillingerstraße và Stiglmaierplatz, nằm bên dưới Nymphenburger Straße.

### Trung tâm (U1 và U2)
Sau đó, U1 chạy đến trạm có 4 đường rày Hauptbahnhof. Ở đó có đổi xe sang tuyến U4 và U5, chạy trên đó một tầng, cũng như xe điện và xe lửa chạy đường dài và khu vực. Tại trạm Sendlinger Tor cũng có cơ hội đổi sang xe điện, hoặc ở tầng trên sang U3 và U6. Ga tàu điện ngầm Fraunhoferstr bị át hẳn bởi hai hàng cột, bởi vì nó vì gần với sông Isar, xe điện ở đây chạy trên khiên đào đường hầm. Tại trạm có ba đường rày Kolumbusplatz, U1 và U2 lại tách rời ra.

### Phía Đông (U2)
Từ Kolumbusplatz, U2 dẫn qua Silberhornstraße và Untersbergstraße đến ga Giesing, nơi có thể đổi xe sang S3 và S7 trên mặt đất. Đi qua Karl-Preis-Platz, U2 tiếp tục đến Insbrucker Ring, nơi - cũng như tại Scheidplatz - thường có một kết nối trực tiếp tại cùng một sân ga với một tuyến khác, ở đây là U5.
Sau đó, vào những năm 1990, tuyến đường được thiết kế hấp dẫn về mặt kiến trúc với chữ "đỏ" được phản ánh trong mỗi trạm. Sau khi đi qua nhà ga Josephsburg, U2 đến Kreillerstraße, nơi tường được Michaeli-Gymnasium thiết kế với các mẫu gạch để tưởng nhớ tới các hãng làm gạch cũ ở phường Berg am Laim. U2 sau đó đến trạm Trudering, nơi có 2 sân ga riêng lẻ hình ống. Trên mặt đất có thể đổi xe đi S6 (trong giờ cao điểm cũng có S4) đi hướng Zorneding hoặc Ebersberg.
Sau ga Moosfeld còn 2 nhà ga Messestadt-West và Messestadt-Ost. Ngay sát các ga tàu điện ngầm là khu hội chợ ở phía bắc và dãy nhà mới ở phía nam, trung tâm mua sắm Riem Arcaden và Công viên Riem, nơi Triển lãm Vườn Liên bang năm 2005 được thực hiện. Có một điểm đặc biệt ở lối vào phía đông của ga cuối: tầng giữa ở đây có một đồng hồ được thiết kế bởi Blasius Gerg, có hình phễu dẫn ánh sáng mặt trời từ mặt đất xuống dưới.

### Phía Nam (U1)
Nhà ga gần nhất là Candidplatz, được thiết kế với màu giống như cầu vồng. Phía trên trạm Wettersteinplatz có một khoảng trống, được quy hoạch như một hầm đậu xe. Ngoài ra còn có kết nối với Trạm 25 đến Grünwald. Tại nhà ga St.-Quirin-Platz, một mái vòm bằng kính phía trên nhà ga, còn được gọi là "mắt thủy tinh". Nó rất độc đáo về mặt kiến trúc tại hệ thống tàu điện ngầm München. Ga cuối Mangfallplatz nằm dưới Naupliastraße vì các điều kiện hẹp trên mặt đất, nên các bức tường nằm xiên, thon dần về phía trung tâm.

## Điều hành
Hoạt động trên đoạn chính thứ hai là các tuyến U1 và U2, cũng như tuyến tăng cường U7. Những tuyến này phục vụ trong phần trung tâm thành phố song song với nhau.

### U1
Tuyến U1 phục vụ kể từ lần mở rộng cuối cùng, hoàn thành vào ngày 31 tháng 10 năm 2004, khoảng đường 12,2 km và tổng cộng 15 ga tàu điện ngầm. Trong số này, tất cả nằm dưới lòng đất. Trong khi hoạt động, tàu dài với sáu chiếc xe thường được sử dụng. 
| Thời gian | Viết tắt | Trạm                  | Loại | km          | Đổi xe               |
| --------- | -------- | --------------------- | ---- | ----------- | -------------------- |
| 0         | OE       | Olympia Shopping Mall | hầm  | 143,7       | U 3                  |
| 1         | GB       | Georg-Brauchle-Ring   | hầm  | 144,3       | Bus                  |
| 2½        | WF       | Westfriedhof          | hầm  | 145,2       | Munich tramway · Bus |
| 4         | GE       | Gern                  | hầm  | 146,0       |                      |
| 5 ½       | RO       | Rotkreuzplatz         | hầm  | 147,0       | Munich tramway · Bus |
| 7         | MA       | Maillingerstraße      | hầm  | 148,0       |                      |
| 8½        | SM       | Stiglmaierplatz       | hầm  | 148,9       | Munich tramway       |
| 10        | HU       | Hauptbahnhof          | hầm  | 150.0       | U 2U 4U 5            |
| 12        | SU       | Sendlinger Tor        | hầm  | 150,9       | U 2U 3U 6            |
| 13½       | FH       | Frauenhoferstraße     | hầm  | 151.7       | U 2                  |
| 15        | KO       | Kolumbusplatz         | hầm  | 152,3 190,3 | U 2                  |
| 16        | CP       | Candidplatz           | hầm  | 191,2       | Bus                  |
| 17½       | WT       | Wettersteinplatz      | hầm  | 191,9       | Munich tramway       |
| 18½       | SQ       | St. Quirin Platz      | hầm  | 192,5       | Bus                  |
| 20        | ML       | Mangfallplatz         | hầm  | 193,3       | Bus                  |

### U2
Tuyến U2 hoạt động kể từ lần mở rộng cuối cùng vào ngày 29 tháng 5 năm 1999 khoảng đường 24,377 Kilômét và tổng cộng 27 trạm. Trong số này, tất cả các trạm ở dưới lòng đất. Trong hoạt động, tàu dài với sáu chiếc xe thường được sử dụng trên U2. 
| Thời gian | Viết tắt | U-Bahnhof         | Loại | km          | Đổi xe                              |
| --------- | -------- | ----------------- | ---- | ----------- | ----------------------------------- |
| 0         | FM       | Feldmoching       | hầm  | 180,0       | MVV · S-Bahn · Bus                  |
| 1½        | HL       | Hasenbergl        | hầm  | 180,8       | Bus                                 |
| 2½        | DF       | Dülferstraße      | hầm  | 181,4       | Bus                                 |
| 4         | HF       | Harthof           | hầm  | 182,5       | Bus                                 |
| 5½        | HA       | Am Hart           | hầm  | 183,9       | Bus                                 |
| 7         | FF       | Frankfurter Ring  | hầm  | 184,8       | Bus                                 |
| 8½        | MI       | Milbertshofen     | hầm  | 185,2       |                                     |
| 10        | SP       | Scheidplatz       | hầm  | 186,3       | U 3                                 |
| 12        | HZ       | Hohenzollernplatz | hầm  | 187,4       | Munich tramway · Bus                |
| 13        | JO       | Josephsplatz      | hầm  | 188,1       | Bus                                 |
| 14½       | TH       | Theresienstraße   | hầm  | 188,7       |                                     |
| 15½       | KN       | Königsplatz       | hầm  | 189,4       | Bus                                 |
| 17        | HU       | Hauptbahnhof      | hầm  | 190,0 150,0 | U 1 U 4 U 5                         |
| 19        | SU       | Sendlinger Tor    | hầm  | 150,9       | U 1 U 3 U 6                         |
| 20½       | FH       | Fraunhoferstraße  | hầm  | 151,7       | U 1                                 |
| 22        | KO       | Kolumbusplatz     | hầm  | 152,8       | U 1                                 |
| 23        | SI       | Silberhornstraße  | hầm  | 153,5       | Straßenbahn 15, 25 und N27 · Bus 58 |
| 24½       | UB       | Untersbergstraße  | hầm  | 154,0       |                                     |
| 25½       | GG       | Giesing           | hầm  | 154,7       | S-Bahn · Munich tramway · Bus       |
| 27½       | KP       | Karl-Preis-Platz  | hầm  | 156,0       | Bus                                 |
| 29        | IR       | Innsbrucker Ring  | hầm  | 156,9 280,0 | U 5                                 |
| 31        | JB       | Josephsburg       | hầm  | 281,6       | Bus                                 |
| 32½       | KR       | Kreillerstraße    | hầm  | 282,6       | Munich tramway                      |
| 34        | TR       | Trudering         | hầm  | 283,7       | S-Bahn · Bus                        |
| 35½       | MF       | Moosfeld          | hầm  | 284,7       |                                     |
| 37½       | ME       | Messestadt West   | hầm  | 286,3       | Bus                                 |
| 39        | MS       | Messestadt Ost    | hầm  | 287,2       | Bus                                 |

### U7
Kể từ ngày 12 tháng 12 năm 2011, tuyến tăng cường U7 chạy trong giờ cao điểm từ Westfriedhof đến Neuperlach Zentrum. Nó hoạt động giữa Westfriedhof và Kolumbusplatz trên tuyến đường của U1, giữa Hauptbahnhof và Innsbrucker Ring chạy trên tuyến đường của U2. Tại trạm Innsbrucker Ring, nó rẽ vào Đoạn chính 3. Trong hoạt động, xe điện với bốn chiếc xe thường được sử dụng trên U7, đó là lý do tại sao chỉ có loại xe A và B chạy. Trong những ngày học sinh nghỉ, tuyến chỉ chạy trong đoạn từ Westfriedhof đến Sendlinger Tor.
| Thời gian | Viết tắt | Trạm               | Loại | km    | Đổi xe                              |
| --------- | -------- | ------------------ | ---- | ----- | ----------------------------------- |
| 0         | WF       | Westfriedhof       | Hầm  | 145,2 | U 1                                 |
| 1½        | GE       | Gern               | Hầm  | 146,0 | U 1                                 |
| 3         | RO       | Rotkreuzplatz      | Hầm  | 147,0 | U 1                                 |
| 4½        | MA       | Maillingerstraße   | Hầm  | 148,0 | U 1                                 |
| 6         | SM       | Stiglmaierplatz    | Hầm  | 148,9 | U 1                                 |
| 7½        | HU       | Hauptbahnhof       | Hầm  | 150,0 | U 1 U 2 U 4 U 5                     |
| 9½        | SU       | Sendlinger Tor     | Hầm  | 150,9 | U 1 U 2 U 3 U 6                     |
| 11        | FH       | Fraunhoferstraße   | Hầm  | 151,7 | U 1 U 2                             |
| 12½       | KO       | Kolumbusplatz      | Hầm  | 152,8 | U 1 U 2                             |
| 13½       | SI       | Silberhornstraße   | Hầm  | 153,5 | Straßenbahn 15, 25 und N27 · Bus 58 |
| 15        | UB       | Untersbergstraße   | Hầm  | 154,0 | U 2                                 |
| 16        | GG       | Giesing            | Hầm  | 154,7 | U 2                                 |
| 18        | KP       | Karl-Preis-Platz   | Hầm  | 156,0 | U 2                                 |
| 19½       | IR       | Innsbrucker Ring   | Hầm  | 156,9 | U 2 U 5                             |
| 21        | MC       | Michaelibad        | Hầm  | 157,9 | U 5                                 |
| 23        | QI       | Quiddestraße       | Hầm  | 159,6 | U 5                                 |
| 24        | NZ       | Neuperlach Zentrum | Hầm  | 160,3 | U 5                                 |

### U8
Kể từ ngày 15 tháng 12 năm 2013, tuyến tăng cường U8 chạy vào thứ Bảy từ Olympiazentrum qua Hauptbahnhof đến Sendlinger Tor. Nó rẽ vào Scheidplatz từ Đoạn chính 1 đến Đoạn chính 2 và chạy đến Sendlinger Tor song song với U2.

## Kế hoạch

### Phạm vi của U1
Kế hoạch mở rộng U1 từ Mangfallplatz đến bệnh viện Harlaching và cầu Großhesseloher sẽ có rất ít cơ hội hiện thực hóa vào năm 2011, không chỉ vì tình hình ngân sách căng thẳng. Việc mở rộng U1 tới nhà ga Solln, chạy qua đoạn sông Isar mới và liên kết tại Solln U1 với tuyến S-Bahn S7, 2015 đã được đề cập như một lựa chọn trong Hội đồng thành phố Munich và hiện được nghiên cứu. Tương tự, dự án mở rộng ở phía Bắc U1 từ trung tâm mua sắm Olympia-Einkaufszentrum đến ga S-Bahn Fasanerie, đã bị bác bỏ, vì cả ở phía bắc của ga Fasanerie Feldmoching cũng như tại ga phía nam Moosach đều có kết nối giữa tàu điện ngầm và S-Bahn.

### Phạm vi của U2
Có thể mở rộng thêm U2 về phía đông theo hướng Feldkirchen nhưng không nhất thiết trong hiện tại, vì Feldkirchen hiện được kết nối bởi S-Bahn đủ để đi vào trung tâm München.
Trong "Verkehrskonzept Münchner Norden", có lựa chọn một nhánh tuyến từ nhà ga Am Hart đến Fröttmaning (U6) được xem xét, để cải thiện các tuyến đường tới Allianz Arena. Ngoài ra, một kết nối xe điện giữa ga ngầm Am Hart (U2) và Kieferngarten (U6) cũng được xem xét.